# Eugene Spates
Eugene Spates (Dallas, 11 gennaio 1987) è un ex cestista statunitense.